# IMZ-Ural

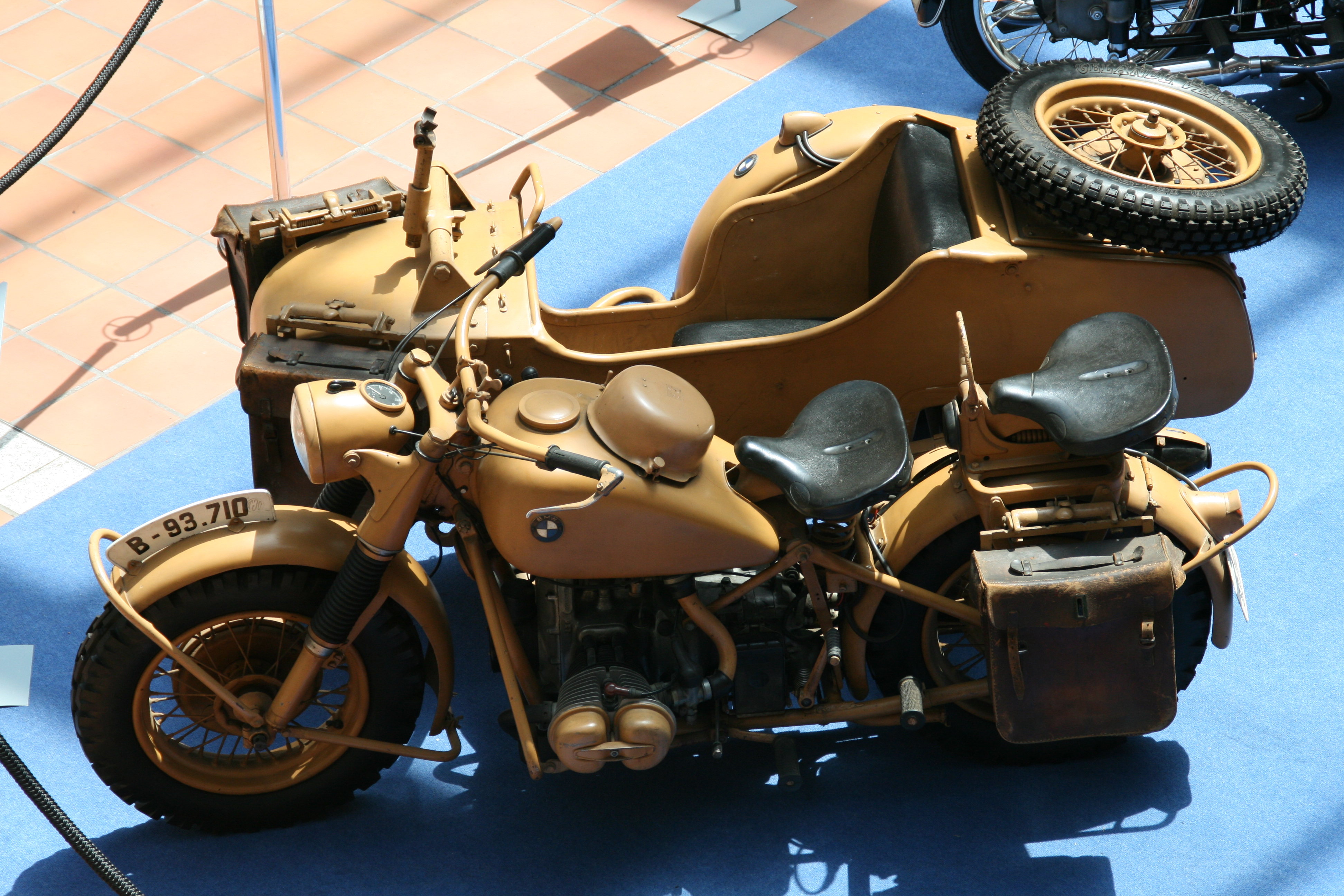
Kiểu xe BMW R75 mà Đức Quốc Xã sử dụng trong chiến tranh với kỹ thuật cao hơn so với xe Ural sản xuất ở Nga

IMZ-Ural (tiếng Nga: Ирбитский мотоциклетный завод - Irbitskiy Mototsikletniy Zavod), viết tắt của "Nhà máy sản xuất xe máy Irbit" là nhà sản xuất xe máy 2 bánh và sidecar hạng nặng của Nga.
Năm 1940, Liên Xô đã mua lại các kỹ thuật thiết kế và sản xuất xe máy BMW R71 cùng phụ tùng liên quan từ Đức. Mô hình xe M-72 đầu tiên đã được hoàn thành vào năm 1941. Ban đầu, các nhà máy sản xuất được đặt tại Moskva, Leningrad (nay là Sankt-Peterburg) và Kharkiv, nhưng vì cuộc xâm lăng của lính Đức quốc xã, các cơ sở của Moscow sau đó đã được chuyển đến Irbit, và các cơ sở của Leningrad và Kharkiv đến Gorkiy (nay gọi là Nizhny Novgorod).
Kế hoạch sản xuất xe M-72 sau đó được bán cho Tổng công ty Sản xuất máy bay Nam Xương (Nanchang Aircraft Manufacturing Corporation), một công ty công nghiệp Trung Quốc, để sản xuất xe Trường Giang.

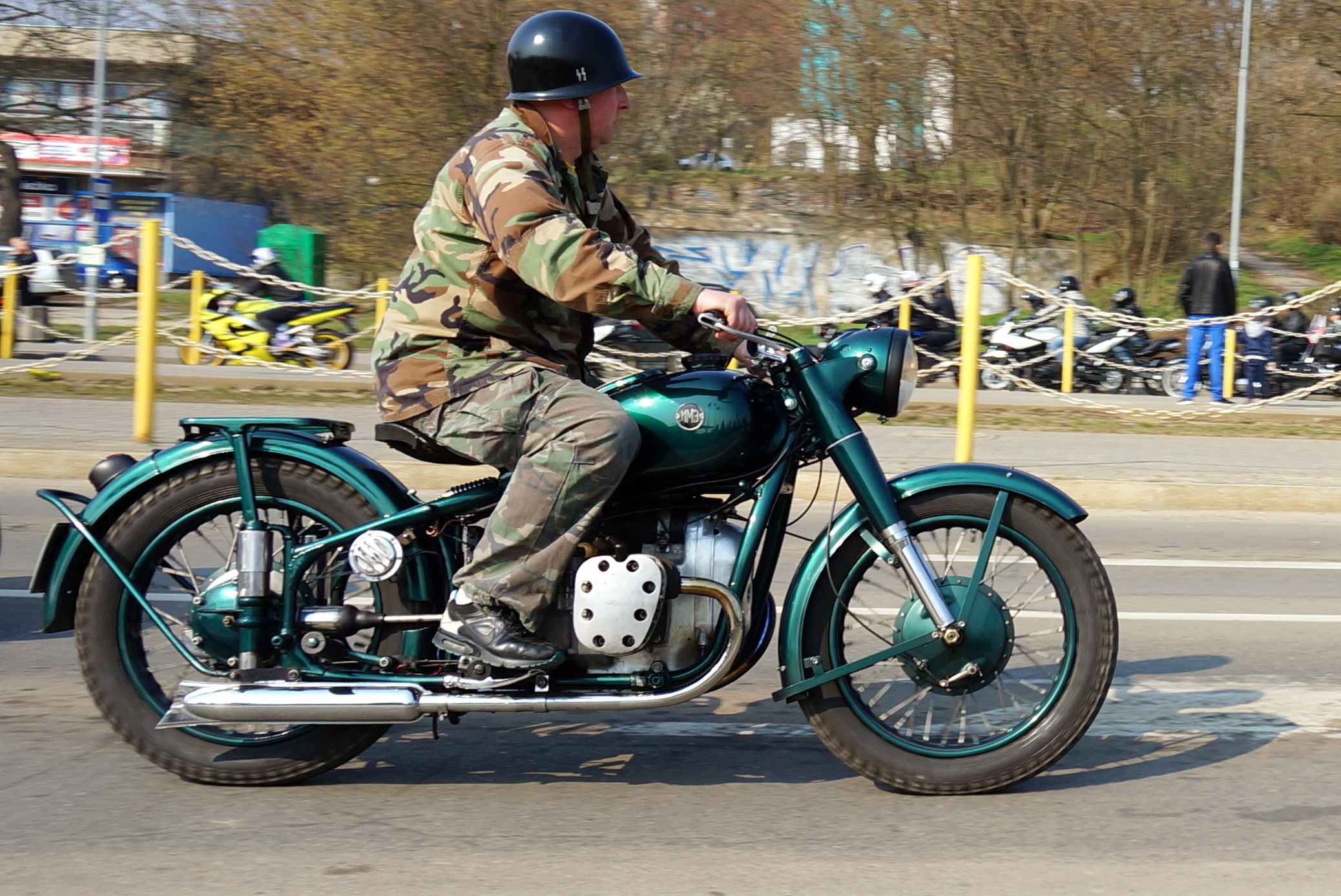
Dnepr M72, một phiên bản từ xe Ural, sản xuất ở Ukraina

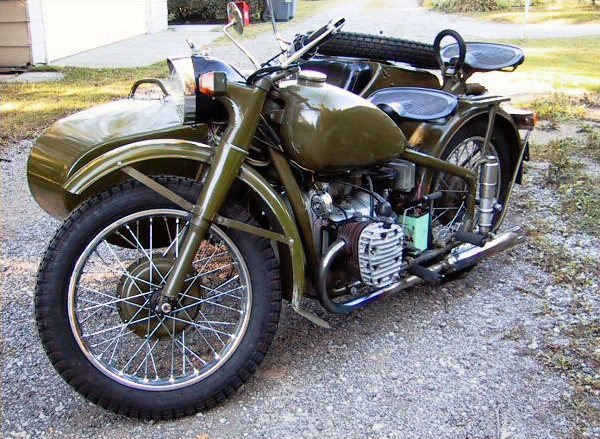
Trường Giang CJ750 M1M sản xuất tại Trung Quốc khi Ural nhượng lại dây chuyền sản xuất vào năm 1957

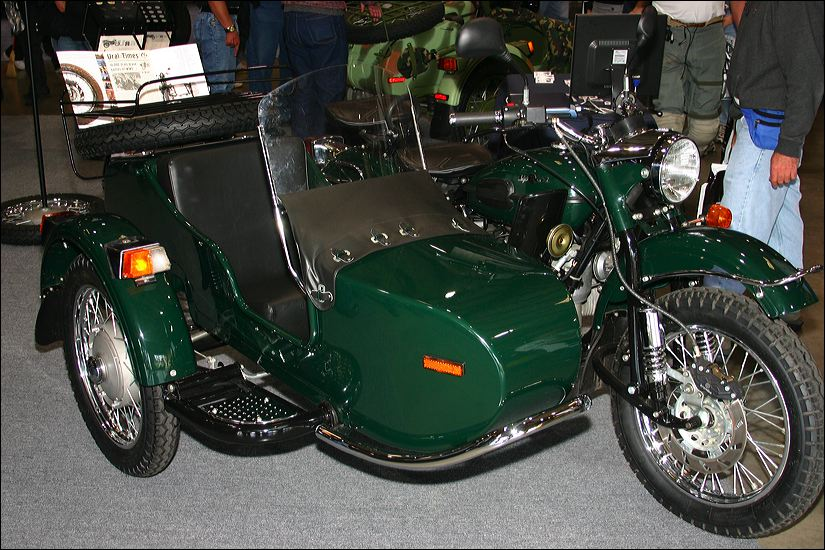
Xe IMZ-Ural với bộ truyền động từ bánh sau qua bánh xe Sidecar; loại xe Trường Giang sản xuất ở Trung Quốc không có bộ phận này

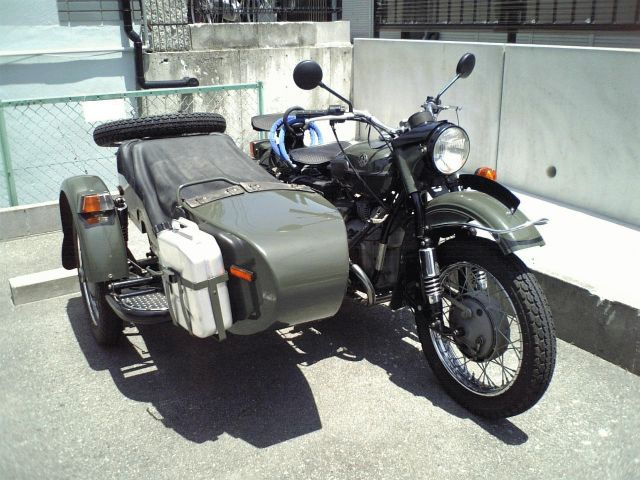
Ural 650 SPORTSMAN sidecar 1999

## Lịch sử
Nguồn gốc xe Ural có liên quan đến sự phát triển ở Mặt trận phía Đông trong Chiến tranh thế giới thứ hai (1939-1945). Liên Xô đang chuẩn bị cho các hành động quân sự có thể xảy ra của Đức Quốc Xã. Iosif Stalin ra lệnh cho quân đội Xô Viết chuẩn bị ở tất cả các khu vực có thể, bao gồm cả các lực lượng mặt đất sẽ bảo vệ Liên Xô chống lại xe tăng và bộ binh Đức xâm lược. Sự vận động đặc biệt nhấn mạnh sau khi Liên bang Xô viết chứng kiến được hiệu ứng của chiến dịch blitzkrieg (chiến tranh chớp nhoáng) đối với Ba Lan.
Một cuộc họp đã được tổ chức tại Bộ Quốc phòng Liên Xô để thiết kế một chiếc xe máy đáp ứng nhu cầu và phù hợp với Hồng quân. Quân đội Xô Viết muốn hiện đại hóa trang thiết bị sau khi chiến tranh Mùa đông với Phần Lan kết thúc. Xe máy đã sử dụng đến thời điểm đó chưa đạt yêu cầu; công nghệ của Liên Xô đã lỗi thời và chất lượng sản xuất không đủ để chịu đựng khí hậu khắc nghiệt của Nga và địa hình.
Chiếc xe mô tô này được mô hình hóa theo một chiếc xe mô-tô BMW vào cuối những năm 1930 gọi là R71, mà Đức Quốc Xã đã cung cấp tài liệu cho Liên bang Xô Viết sau khi các quốc gia này ký kết Hiệp ước Molotov-Ribbentrop vào năm 1939.
Theo các nguồn chính thức, sau cuộc thảo luận dài dòng, chiếc xe BMW R71 đã được tìm thấy rất phù hợp với yêu cầu của Hồng quân. Có 5 chiếc xe đã được bí mật mua thông qua các đầu mối trung gian tại Thụy Điển. Các kỹ sư của Liên Xô ở Moskva đã tháo dỡ tất cả năm chiếc BMW, tìm kiếm và nghiên cứu thiết kế xe BMW trong mọi chi tiết và chế tạo khuôn mẫu để sản xuất động cơ và hộp số ở Moskva. Đầu năm 1941, các nguyên mẫu của chiếc xe máy Dnepr M-72 đã được trưng bày cho Stalin, người đã đưa ra quyết định sản xuất hàng loạt. Một trong những chiếc BMW đầu tiên mua qua các trung gian ở Thụy Điển vẫn còn tồn tại, và được trưng bày tại bảo tàng nhà máy IMZ-Ural.
Trong khi năm 1941, hãng BMW bắt đầu sản xuất loạt R75 và kết thúc việc sản xuất xe R71.
Khi nhịp sản xuất lên cao, nhà máy sản xuất xe máy Moskva đã được thành lập, sản xuất hàng trăm xe mô tô sidecar M-72 của Nga. Chiến dịch Blitzkrieg của Đức Quốc Xã đến rất nhanh và hiệu quả mà các nhà chiến lược Xô Viết lo ngại rằng nhà máy Moskva nằm trong phạm vi tầm máy bay ném bom Đức. Quyết định này được thực hiện để di chuyển nhà máy xe máy về phía đông, ngoài phạm vi ném bom vào khu vực núi Ural giàu tài nguyên. Địa điểm được lựa chọn là thị trấn Irbit, nằm ngay bờ rìa Siberia ở vùng núi Ural. Irbit đã từng là một trung tâm thương mại và hội chợ quan trọng ở Nga trước Cách mạng Tháng Mười năm 1917.
Tòa nhà duy nhất có sẵn là một nhà máy bên cạnh thành phố, ngoài đường sắt. Nó đã được chuyển đổi thành một tòa nhà nghiên cứu và phát triển để chuẩn bị cho việc xây dựng một cơ sở mới lớn hơn để sản xuất xe máy M-72. Vào ngày 25 tháng 10 năm 1942, lô xe máy đầu tiên đã đưa và sử dụng. Trong Chiến tranh thế giới thứ hai, tổng số gồm 9.799 chiếc xe M-72 đã được giao cho các đơn vị trinh sát Liên Xô và quân đội di động.
Sau chiến tranh, nhà máy đã được mở rộng vào năm 1950, có  hơn 30.000 xe máy đã được sản xuất.
Ban đầu, IMZ- Ural chỉ được sản xuất cho quân đội. Vào cuối những năm 1950, nhà máy Kiev Motorzykly Zavod (KMZ) ở Ukraina đã đảm nhiệm nhiệm vụ cung cấp xe cho quân đội, và nhà máy sản xuất xe máy Irbit (IMZ) tập trung vào việc sản xuất xe đạp cho người tiêu dùng trong nước. Cuối thập niên 1950, việc sản xuất toàn bộ nhà máy đã được chuyển sang sản xuất hàng phi quân sự. Năm 1957, dây chuyền sản xuất xe M-72 đã được bán cho Cộng hòa Nhân dân Trung Hoa.

## Xuất khẩu
Lịch sử xuất khẩu Ural bắt đầu vào năm 1953, trước hết là ở các nước đang phát triển. Từ năm 1973 đến năm 1979, Ural là một trong những thương hiệu được đặt hàng bởi SATRA ở Anh dưới thương hiệu xe máy Cossack.
Các sản phẩm chính Ural ngày hôm nay là những chiếc sidecar Ural hạng nặng với ổ bánh xe truyền động hai bánh được thiết kế cho địa hình thô và gồ ghề, còn mô hình kiểu cT sử dụng đi lại trong thành phố và đường lát hay trải nhựa. Có rất nhiều nơi ở Nga, nơi mà đường xá nghèo nàn, hoặc thiếu đường bộ khang trang, việc sử dụng ngựa và xe máy Ural rất cần thiết để vận chuyển. Xe  có động cơ 4 thì, hộp số bốn tốc độ với thiết bị số lùi, ổ trục và xi-lanh nằm ngang, hai đĩa ly hợp khô, bộ giảm xóc lò xo, và (tính đến năm 2014) được gắn đĩa phanh trên cả ba bánh xe. Công ty đã phát triển một động cơ đáp ứng các tiêu chuẩn đòi hỏi của các tay đua thể thao và giải trí hiện đại. Mặc dù sự xuất hiện bên ngoài của động cơ cũng tương tự như trước, các kỹ thuật kiểm soát chất lượng mới sử dụng hợp kim và đúc khuôn máy hợp lý hơn, dung sai kỹ thuật tốt hơn, sơn tốt hơn, sơn tĩnh điện và ống xả bằng thép không rỉ đồng thời duy trì lợi thế liên tục với thiết kế cân bằng vốn có động cơ song song nằm ngang với vòng bi lăn trong khung vững chắc.
Xe máy chủ yếu xuất khẩu sang Úc, Anh, Pháp, Hà Lan, Bỉ, Tây Ban Nha, Hy Lạp, Na Uy, Phần Lan, Iceland, Thụy Điển, Đức, Ai Cập, Iran, Nam Phi, Braxin, Uruguay, Paraguay và Liên bang Mỹ. Số lượng bán ra kể từ khi nhà máy được thành lập vượt quá 3,2 triệu chiếc. IMZ-Ural là nhà sản xuất xe máy lớn nhất của Nga và là một trong số ít các nhà sản xuất xe máy phụ tùng trên thế giới.
Giống như hầu hết các nhà sản xuất xe gắn máy khác, IMZ-Ural bây giờ là nguồn cung cấp các cơ phận rời đã được làm sẵn trong nhiều trường hợp - mua các máy phát điện từ công ty Nippon Denso, phanh từ Brembo, tay lái điều khiển từ Domino, phuộc nhún từ Paioli, các bộ đánh lửa Ducati Energia... Công ty làm khung, động cơ và bộ phận cơ thể khác.
Mô hình xe năm 2003 bán tại Liên bang Mỹ có một trục khuỷu mới được thiết kế và phanh đĩa ở phía trước. Trục cốt máy cải tiến sâu hơn, tăng công suất động cơ lên 15% từ 650 đến 750 phân khối. Điều này giải quyết những điểm yếu trong trục cốt máy 5 cánh cũ kỹ. Thân máy cũ đã được sử dụng tốt cho các động cơ độ nén thấp được sản xuất vào những năm 1990, nhưng nó không chịu được sự nén cao hơn cần thiết để vượt qua các tiêu chuẩn của Cơ quan Bảo vệ Môi trường Liên bang Mỹ (EPA) và đạt tốc độ cao hơn trên các đường cao tốc của Liên bang Mỹ. Trong năm 2004, công ty đã xác định một điểm yếu, các linh kiện alternator phát điện. Máy phát điện cũ khởi động từ trục cam. Tất cả các mẫu xe Ural của Anh hồi năm 2007 được trang bị một máy phát điện do Nga sản xuất. Các mô hình sản xuất sau 2007 được trang bị máy phát điện Nippon Denso. Năm 2007, Ural đã chuyển sang sử dụng máy đánh lửa điện tử Ducati, sử dụng động cơ và bánh răng mới do hãng Herzog thiết kế ở Đức, cung cấp động cơ êm hơn và truyền động chuyển đổi mượt mà hơn. Trong năm 2010, ổ đĩa phía sau được tăng cường. Số xe sản xuất trong năm 2010 là 800 xe và nhà máy sử dụng 155 công nhân. Các thay đổi chính đã được thực hiện cho xe mô tô cho kiểu xe năm 2014, bao gồm đĩa phanh trên cả ba bánh xe, sử dụng bộ phun nhiên liệu và một van điều khiển thủy lực. Ngoài ra, hầu hết các kiểu xe được sơn tĩnh điện để tăng độ bền.

## IMZ-Ural hiện nay
IMZ-Ural là một tập đoàn của các công ty sản xuất và bán xe máy cổ điển sidecar. Tháng 11 năm 1992, IMZ-Ural chuyển đổi thành công ty cổ phần mở "Công ty Cổ phần Uralmoto", một công ty cổ phần được sở hữu 40% vốn điều hành thông qua việc cấp vốn, 38% được bán đấu giá với các chứng từ tư nhân hoá và 22% giữ lại bởi chính phủ. Vào tháng 7 năm 2000, công ty được tổ chức lại với sự phân chia lại cổ phần của chính phủ cho các nhà đầu tư.
Vào đầu năm 1998, công việc kinh doanh được mua lại bởi các tập đoàn tư nhân của Nga và nó không còn là một công ty nhà nước. Các chủ sở hữu tư nhân đã đưa ra các ý tưởng mới, cách đầu tư, quản lý, kỹ thuật sản xuất, thiết kế, công nghệ và kiểm soát chất lượng sản phẩm mới trong quá trình sản xuất và thành phẩm.
Năm 2000, công ty đã được bán cho ba doanh nhân và chia thành ba thành phần với các cơ sở sản xuất điện, xưởng đúc và rèn được bán đi. Họ lấy cơ hội để tổ chức lại nhà máy sản xuất còn lại. Ban đầu nó đã khuếch trương lan rộng trên diện tích cả hàng mẫu bởi vì nó đã là một nhà máy sản xuất lớn, với công suất sản xuất hàng ngàn xe máy mỗi tháng. Nhiều công nhân đã thôi việc sau cuộc tái bố trí này.

## Thông số kỹ thuật của xe máy IMZ-Ural
Thông số kỹ thuật của phiên bản IMZ-Ural M70 Solo Model 2014:
- Thiết kế động cơ: 2 xi lanh nằm ngang kiểu Boxer, 4 thì, mát máy bằng gió - dung tích 745cc - công suất 30 kW ở 5,600 vòng/phút
- Bộ đánh lửa điện tử Ducati Energia và phát điện Nippon Denso
- Chế hòa khí bằng kim phun xăng - hộp số gồm 4 số trước và một số lui - bình xăng 19 lít, dùng xăng 95 Octan - mức tiêu thụ 5,2 lít xăng/100 Km
- Trọng tải 654 Kg - tốc độ tối đa 105 Km/giờ

## Xe máy Ural tại Việt nam
Trong thập niên 1950, vài xe Ural M62 và M63 được thấy ở miền bắc Việt Nam, nhưng nhiều nhất là xe Ural Sidecar kiểu M67 được Liên Xô viện trợ cho lực lượng công an Giao thông sau khi chiến tranh Việt Nam kết thúc. Sidecar là loại xe 3 bánh xuất xứ từ xe mô tô gắn thêm thùng bên cạnh với bánh xe thứ ba, có thể chở được 3 người, còn gọi là xe xít-đờ-ca, hay mô-tô-ba. Những chiếc Ural tại Việt Nam được bán ra như hàng phế thải không nhiều nhưng vẫn được người đam mê sưu tầm thiết kế hay sửa chữa lại để đi chơi hay khám phá phong cảnh, địa hình.
Những chiếc xe Ural M67 650cc nguyên bản còn lại ở Việt Nam hiện nay rất hiếm. Đôi khi để có được một chiếc xe, người chơi phải đi tìm ở khắp nơi, nhưng thường chỉ tìm được xe quá cũ hoặc không còn chạy nữa chỉ còn bộ khung và máy... Thông thường, sau khi đã có xe, người chơi lại phải đi kiếm đồ phụ tùng cùng cơ phận rời và sửa lại nguyên bản.
Thoạt nhìn thoáng qua, những tưởng ai cũng có thể lái được sidecar, nhưng thực ra việc lái sidecar không hề đơn giản. Thú chơi lái xe sidecar không phải là đua tốc độ, mà là sức mạnh chinh phục địa hình, đòi hỏi sự tỉnh táo và khéo léo. Điều khiển sidecar khó nhất là quẹo phải vào cua, bởi trọng lực khiến xe dễ bị nghiêng và lật. Khi vào khúc cua, lực ly tâm sẽ dồn sang bên trái nên rất dễ lật xe, vì vậy người điều khiển xe sidecar khi vào cua phải nghiêng người sang bên phải một chút để bù cho trọng lực bị mất khi dồn sang trái, như vậy sẽ đảm bảo an toàn hơn cho bạn khi vào cua. Chính vì vậy, đi đường xa hay địa hình, phải có người ngồi bên “thuyền” xe hoặc chở theo nhiều đồ đạc để cân bằng xe.
Trên thế giới cũng như ở Việt Nam, số người sử dụng loại xe này không nhiều, bởi tìm mua được một chiếc Sidecar không phải là chuyện dễ dàng. Sidecar được chia thành nhiều loại, nhưng nhiều nhất vẫn là Sidecar Ural. Đa số xe hiện nay từ 650 đến 750 phân khối, do Nga, Đức, Anh... sản xuất (Trung Quốc cũng có sản xuất xe dưới thương hiệu Trường Giang với xe 750cc không có bộ truyền động qua bánh Sidecar). Những chiếc như Royal Enfield, mẫu xe sidecar đầu tiên sản xuất năm 1938 được giới chơi xe coi là quý hiếm. Trong số các loại xe ba bánh thì sidecar Ural thông dụng và được nhiều người mê xe ưa thích vì giá bán vừa túi tiền và cơ phận rời dể kiếm. Dòng xe Ural vốn được biết tới như một sản phẩm bền chắc với những cải tiến tân thời trao đổi với những kỹ thuật Anh, Nhật, Liên bang Mỹ và Ý ngày nay. Những chiếc xe ba bánh với tên gọi Ural từ lâu đã khẳng định đẳng cấp và sức sống mãnh liệt của một trong những dòng xe máy đặc biệt.